# Елиот (Северна Дакота)
Елиот (енгл. Elliott) град је у америчкој савезној држави Северна Дакота.

## Демографија
По попису из 2010. године број становника је 25, што је 19 (-43,2%) становника мање него 2000. године.
| Група             | 2000.      | 2010.      |
| Белци             | 41 (93,2%) | 23 (92,0%) |
| Афроамериканци    | 0 (0,0%)   | 0 (0,0%)   |
| Азијати           | 1 (2,3%)   | 1 (4,0%)   |
| Хиспаноамериканци | 0 (0,0%)   | 0 (0,0%)   |
| Укупно            | 44         | 25         |